# ISO 13482
ISO13482とは、2014年2月1日に発行されたサービスロボットや生活支援ロボットの安全規格である。日本主導で作られた安全規格であり、後につくば市に世界初の生活支援ロボット安全検証センターが作られた。
対応するJIS規格としてJIS B 8445が制定されている。

## 概要
経済産業省と新エネルギー・産業技術総合開発機構による「生活支援ロボット実用化プロジェクト」での成果を基にISOに提案したものが採用された、生活支援ロボットの安全性に関する規格である。Robots and robotic devices -- Safety requirements for personal care robots（ロボット及びロボティックデバイス－生活支援ロボットの安全要求事項）と題され、装着型、移動作業型、搭乗型ロボットの安全基準を規定している。
2月17日には、日本の二つの製品が世界初の認証を受けた。

## 認証方法
企業は、設計コンセプトがISO13482の基準を満たしているか、またその通りに製品が製造されているかを試験施設で試験し、評価がクリアされることで認証を得られる。日本では、つくば市の生活支援ロボット安全検証センターなどで試験を受けることができる。